# Pico-8

Das Logo von Pico-8

Pico-8 ist eine virtuelle Maschine, die von Lexaloffle Games entwickelt wurde.
Diese emuliert eine frei erfundene „Fantasy Console“, welche es nie gegeben hat. Die Programmierung erfolgt in der Programmiersprache Lua. Mit Hilfe einer integrierten Entwicklungsumgebung können neben dem Programmcode auch Sprites, Maps, Geräusche und Hintergrundmusik erstellt werden. Spiele können entweder als HTML5-Webspiel exportiert oder auf der Webseite von Lexaloffle veröffentlicht werden.
Das Interface von Programmen und Spielen ist auf eine Auflösung von 128×128 Pixel limitiert, die Palette hat 16 vordefinierte Farben.
Die PICO-8 Palette enthält die folgenden Farben:
| Nummer | Hexadezimaler RGB Wert | Name          |
| ------ | ---------------------- | ------------- |
| 0      | #000000                | Black         |
| 1      | #1d2b53                | Dark blue     |
| 2      | #7e2553                | Dark magenta  |
| 3      | #008751                | Dark green    |
| 4      | #ab5236                | Brown         |
| 5      | #5f574f                | Dark gray     |
| 6      | #c2c3c7                | Light gray    |
| 7      | #fff1e8                | White         |
| 8      | #ff004d                | Red           |
| 9      | #ffa300                | Yellow-orange |
| 10     | #ffec27                | Yellow        |
| 11     | #00e436                | Green         |
| 12     | #29adff                | Cyan          |
| 13     | #83769c                | Indigo        |
| 14     | #ff77a8                | Pink          |
| 15     | #ffccaa                | Peach         |

Darstellung der Buchstaben U, V, W, X, Y, Z im Pico-8 Zeichensatz

Ähnlich wie die frühen Homecomputer Sinclair ZX80, ZX 81 oder Tandy TRS-80 besitzt der Zeichensatz des Pico-8 nur Großbuchstaben. Ein normal eingegebenes Zeichen wird dabei als Großbuchstabe dargestellt, während die Eingabe eines Zeichens mit der Hochstelltaste stattdessen ein Grafikzeichen (sog. Glyph) ergibt, welches als grafisches Element in Spielen verwendet werden kann. Eine Besonderheit dabei ist, dass die Glyphen doppelt breit sind: Ein normales alphanumerisches Zeichen hat eine Größe von 4 mal 6 Pixel, ein Glyph ist hingegen 8 Pixel breit und 6 Pixel hoch. Da die 4 mal 6 Pixel für normale Zeichen auch einen leere Pixelreihe oben und links als Abstand zwischen aufeinanderfolgenden Zeichen beinhalten, sind die gesetzten Pixel für alle alphanumerischen Zeichen daher auf eine Fläche von 3 mal 5 eingegrenzt, was die Lesbarkeit von einzelnen Buchstaben wie zum Beispiel U, V, W erschwert (siehe Bild rechts). Da der Zeichensatz nicht nur bei Spielen, sondern auch im integrierten Code-Editor Verwendung findet, ist dessen Bedienung etwas gewöhnungsbedürftig.
Auf dem PocketCHIP Taschencomputer ist Pico-8 bereits vorinstalliert.